# Андерберг, Аксель

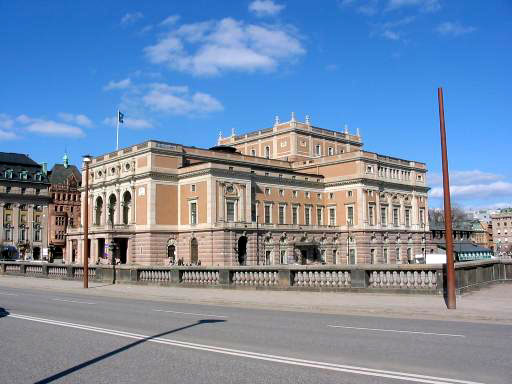
Шведская королевская опера, Стокгольм

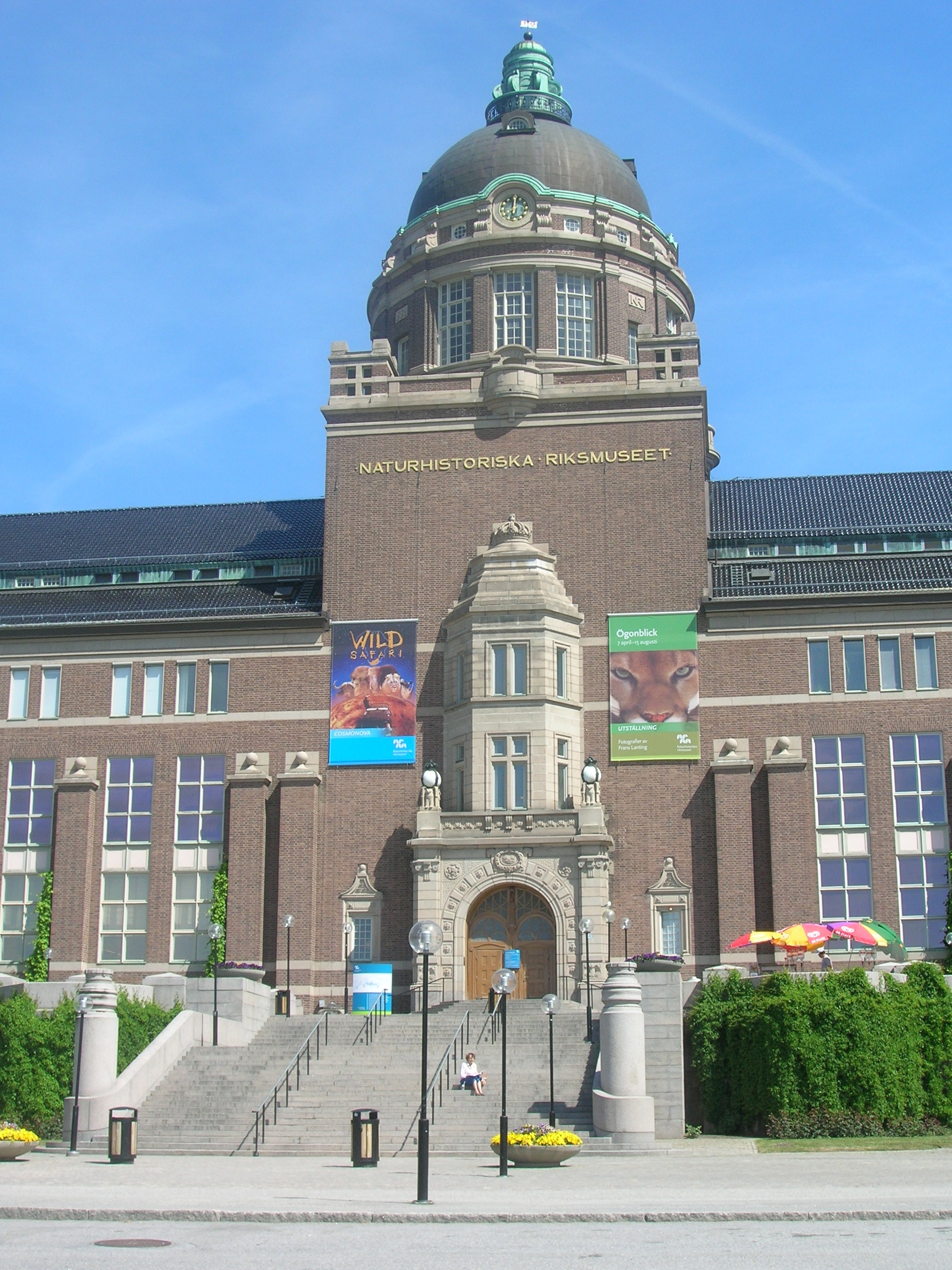
Главный вход в Шведский музей естественной истории.

Аксель Юхан Андерберг (швед. Axel Anderberg; 27 ноября 1860 г. — 27 марта 1937 г.) — шведский архитектор, который был активен с 1880-х до начала 1930-х годов.

## Биография
Андерберг родился в Кристианстаде в округе Сконе, Швеция. Андерберг получил образование в архитектурной школе Королевского технологического института (1880—1884) и в архитектурном отделении Шведской королевской академии художеств (1884—1887), после чего провел год в поездках в Германию, Францию и Италию.
Его первым значительным заказом стал новый Оперный театр в Стокгольме (1889—1898), который заменил Густавианский оперный театр, построенный в 1782 году. Выиграв конкурс на строительство здания, он провел дополнительное время за границей с определенной целью — изучать архитектуру театров. Позже он спроектировал городские театры в Карлстаде (1893 г.), Линчёпинге (1902—1903 гг.), Кристианстаде (1906 г.) и Оскарстейтерн в Стокгольме (1906 г.).
В начале своей карьеры он построил несколько театров, работая в основном с сочетанием стилей необарокко и модерна, в то время как его более поздние работы больше состояли из зданий для научных и академических учреждений в более чистом стиле неоклассицизма того периода. Андерберг построил новый большой комплекс для Шведского музея естественной истории (завершён в 1916 году) во Фрескати за пределами Стокгольма, а затем и несколько других научных учреждений в том же районе, включая здание Шведской королевской академии наук. Он также построил дополнительные крылья к зданию Королевской библиотеки в Хумлегардене в Стокгольме. Для Уппсальского университета Андерберг построил Палеонтологический музей (1929) и пристройку к Каролине Редивива. В 1931 году завершил новое здание Стокгольмской обсерватории Зальтсйобадене за городом.
Есть в наследии Акселя Андерберга и храмовое здание — интересная и яркая церковь Святого Иоанна в Мальмё в стиле национального романтизма.
Он умер в 1937 году в Ротебро, графство Стокгольм, Швеция.

## Внешнии ссылки
- Городской театр Линчёпинга
- Городской театр Кристианстада
- Карлстадский театр
- Палеонтологический музей Уппсальского университета